# György Mandics
György Mandics (n. 4 ianuarie 1943, Timișoara, România) este un profesor de matematică, poet, scriitor, jurnalist, eseist, laureat al Premiului József Attila. Prima soție, Zsuzsanna Veress (1946–1991) a fost, de asemenea, scriitoare. S-a căsătorit din nou în 19 aprilie 2007 cu Gizella Csisztay.

## Cariera
Și-a terminat studiile gimnaziale în orașul natal. În 1966, a obținut un certificat de predare cu specializarea matematică și fizică la Universitatea din Timișoara. În 1977, a studiat ziaristică la Academia Ștefan Gheorghiu din București.
În 1967 a predat la Uivar în județul Timiș, iar din 1968 la Jimbolia. Din 1972, a fost redactor la Editura Facla din Timișoara. În 1984 a început să lucreze ca ziarist. Din 1985 a devenit membru al redacției ziarului Temesvári Szabad Szó (din 1989 Temesvári Új Szó). Din 2002 este membru în juriul Premiului Péter Zsoldos, acordat celor mai bune lucrări științifico-fantastice din Ungaria.

## Debutul
Primele poezii i-au apărut în antologiile Cântecul velei (1967) și O felie de lumină (1967).

Și-a relatat experiența de participant la revoluția din 1989 în Timișoara în trilogia de romane intitulată Calvarul Timișorii (1991):
1. Megfeszítés sortűzzel („Răstigniți în fața plutonului de execuție”)
2. Harmadnapra feltámadva („Învierea din a treia zi”)
3. Júdáscsók a forradalomnak („Sărutul lui Iuda care a vândut revoluția”)

## Lucrări în limba română
- Civilizația și culturile Africii vechi (1983)
- Omul și universul (1983)
- Ion Barbu - "Gest închis" (1984)
- Explicațiile de lângă noi (1989)
- Enciclopedia ființelor extraterestre (1996)

## Lucrări în limba maghiară
- Gyönyörű gyökerek. Versek; Irodalmi, București, 1968.
- A megtalált anyaföld, versek 1967–1976 (poezii, 1976).
- Harmad-játék. Analiza semantică a poeziilor lui Ion Barbu din volumul Joc secund (1977).
- Zöld emberkék, tollas kígyók, tüzes szekerek? Kritikai megjegyzések a paleoasztronautikai értelmezések elveiről és módszereiről (volum de paleoastronautică, scris împreună cu Salló Ervin), Albatros, București, 1977.
- Bolyai János jegyzeteiből (Din însemnnările lui Bolyai János, poezii, împreună cu M. Veress Zsuzsanna, 1979)
- A rejtélyes írások könyve. Az írás kialakulásának rejtélye (1981)
- Modell és valóság (eseuri, scrise împreună cu Egyed Péter, Neumann Mária și Salló Ervin, 1982)
- Vasvilágok (Lumile de fier, primul dintr-o serie de romane științifico-fantastice modulare, scrisă împreună cu M. Veress Zsuzsanna, 1986)
- Rejtélyes írások (jel- és írástörténet, 1987)
- Gubólakók (Locuitorii gogoașelor, al doilea dintr-o serie de romane științifico-fantastice modulare, scrisă împreună cu M. Veress Zsuzsanna, 1988)
- Temesvári Golgota (regénytrilógia, 1991)
  - 1. Megfeszítés sortűzzel (Răstigniți în fața plutonului de execuție)
  - 2. Harmadnapra feltámadva (Învierea din a treia zi)
  - 3. Júdáscsók a forradalomnak (Sărutul lui Iuda, care a vândut revoluția)
- Az UFO-k formavilága (1992)
- Ufótörténelem (semnat cu pseudonimul George M. Dick, 1993)
- A dromosz (Dromosul, al treilea dintr-o serie de romane științifico-fantastice modulare, scrisă împreună cu M. Veress Zsuzsanna, 1993.)
- A manipulált forradalom (2009)
- Róvott múltunk I-III. (Irodalmi Jelen, Arad, 2010-2012 – a székely-magyar rovásírás eddigi legnagyobb, kb. 2000 oldalas enciklopédiája)
- Somogyi Antal rovásírásos gyűjteménye (Magánkiadás, Budapest, 2012-től folyamatosan – 2015 decemberéig három kötete jelent meg)
- Magyar hegedűsök énekei eleinkről. A Ciceró-"kódex" hosszú rovásbeírásai; Kráter, Pomáz, 2015
- A vastollú madár. A Tunguszka-jelenség 1-2.; magánkiadás, Budapest, 2015 (Irodalmi jelen könyvek)
- Janus Pannonius és a rovásírás; magánkiadás, Budapest, 2015
- Földönkívüliek végveszélyben. Repülésképtelen szállítóeszközök, haldokló pilóták KTL katalógus. Vizsgált korszak 1878. jan. 1–1978. dec. 31.; szerzői, Budapest, 2016 (Irodalmi jelen könyvek)
- A földönkívüliek hagyatéka? Vizsgált korszak: 1878. jan. 1–1978. dec. 31.; gyűjt., jegyz. Mandics György; szerzői, Budapest, 2017 (Irodalmi jelen könyvek)
- A kör négyszögesítése. Összegyűjtött versek; Concord Média Jelen, Arad, 2017 (Irodalmi jelen könyvek)
- A kaukázusi magyarság a rováskrónika szerint. A rovás-krónika mint forrás: résztanulmányok 1. RKFR 1. Végleges forma; magánkiadáx, Budapest, 2019
- A kaukázusi magyarság a rováskrónika szerint. A rovás-krónika mint forrás: résztanulmányok 1. RKFR 1. Előzetes közlemény; magánkiadás, Budapest, 2019
- Hétfolyó, hétcsillag a rováskrónika legősibb rétege. A rováskrónika mint forrás: résztanulmányok II. RKFR 2.; magánkiadás, Budapest, 2020
- A remény peremén. Covid-kórház. Kisregény; Irodalmi Jelen Könyvek, Budapest, 2021

## Premii
- Premiul pentru proză al Uniunii Scriitorilor din România (1977)
- Premiul Meteorul de Aur (1986)
- Premiul Cartea Anului (1996, 1998)
- Literary Current Linguistics - premiu pentru cercetarea scrierii runice (2011)
- Premiul József Attila (2020)
- Premiul Ferenc Herczeg (2022)
- Crucea Ordinului de Merit a Ungariei în rang de Cavaler (2023)